# Басиње
Басиње (фр. Bassigney) насеље је и општина у источној Француској у региону Франш-Конте, у департману Горња Саона која припада префектури Лир.
По подацима из 2011. године у општини је живело 128 становника, а густина насељености је износила 20,71 становника/km². Општина се простире на површини од 6,18 km². Налази се на средњој надморској висини од 240 метара (максималној 305 m, а минималној 220 m).

## Демографија
| 1962. | 1968. | 1975. | 1982. | 1990. | 1999. | 2011. |
| ----- | ----- | ----- | ----- | ----- | ----- | ----- |
| 158   | 158   | 135   | 128   | 120   | 116   | 128   |

График промене броја становника у току последњих година